# Иванишко, Фёдор Яковлевич
Фёдор Яковлевич Иванишко (15 февраля 1910 — 9 декабря 1957) — советский военнослужащий-пехотинец в Великой Отечественной войны, Герой Советского Союза (24.03.1945). Старшина.

## Биография
Родился 15 декабря 1910 года в переселенческом посёлке Кольцовском Мало-Красноярской волости Тарского уезда Тобольской губернии. После окончания неполной средней школы работал в колхозе. В 1931—1932 годах проходил службу в Рабоче-крестьянской Красной Армии. Демобилизовавшись, переехал в Карагандинскую область Казахской ССР, где работал на промышленных предприятиях и шахтах.
В феврале 1942 года повторно был призван в армию. С августа того же года — на фронтах Великой Отечественной войны. За время своего участия в боях пять раз был ранен. Участвовал в Сталинградской и Курской битвах.
К июню 1944 года гвардии старшина Фёдор Иванишко командовал пулемётным расчётом отдельного гвардейского учебного батальона 67-й гвардейской стрелковой дивизии 6-й гвардейской армии 1-го Прибалтийского фронта. Отличился во время освобождения Витебской области Белорусской ССР.
24 июня 1944 года во время переправы через реку в районе деревни Узречье Бешенковичского района плот, на котором находился его расчёт, перевернулся от близкого разрыва снаряда. Несколько раз нырнув под воду, Иванишко сумел отыскать свой пулемёт и вытащить его на берег. На западном берегу расчёт подавил несколько немецких огневых точек. Когда противник прорвался к советским позициям, он поднял своих бойцов в атаку, в рукопашной схватке лично уничтожив шесть вражеских солдат. Всего же в период с 24 июня по 3 июля 1944 года лично уничтожил около 50 немецких солдат и офицеров, захватил ещё 4 в плен.
Указом Президиума Верховного Совета СССР от 24 марта 1945 года за «мужество и героизм, проявленные на фронте борьбы с немецкими захватчиками» гвардии старшина Фёдор Иванишко был удостоен высокого звания Героя Советского Союза с вручением ордена Ленина и медали «Золотая Звезда» за номером 5377.
После окончания Иванишко был демобилизован. Несколько лет проживал в городе Изюм Харьковской области, работал там директором промкомбината, позднее переехал в город Татарск Новосибирской области, работал экспедитором в «Нефтепроводстрое». Скоропостижно скончался 9 декабря 1957 года.
Был также награждён орденами Славы 2-й (2.03.1944) и 3-й (31.12.1943) степеней, рядом медалей.
В честь Ф. Я. Иванишко названы улицы в Омске и посёлке Муромцево.